# Taufbecken (Villers-sous-Saint-Leu)

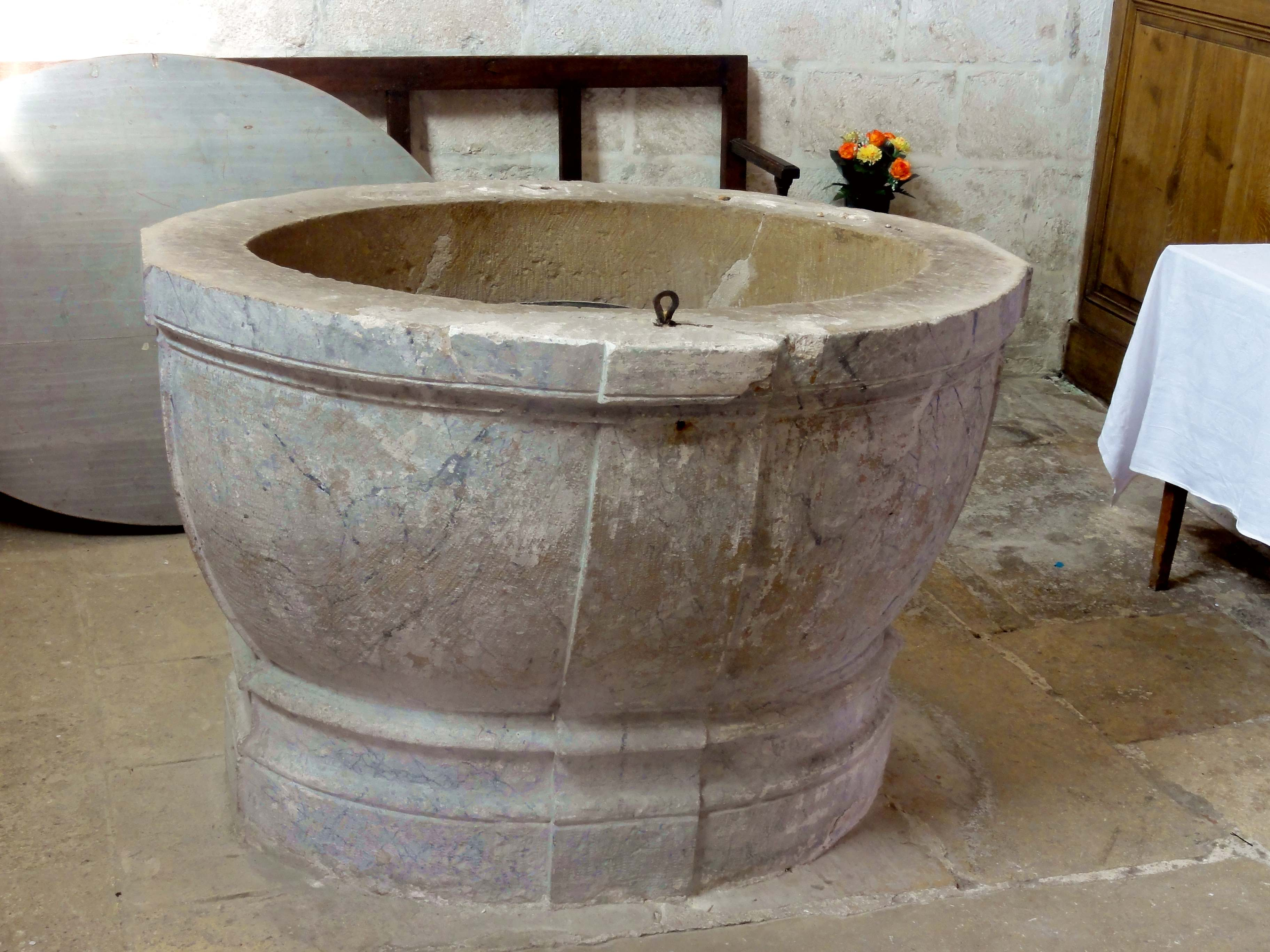
Taufbecken in Villers-sous-Saint-Leu

Das Taufbecken in der katholischen Pfarrkirche St-Denis in Villers-sous-Saint-Leu, einer französischen Gemeinde im Département Oise in der Region Hauts-de-France, wurde im 16. Jahrhundert geschaffen. Im Jahr 1925 wurde das Taufbecken als Monument historique in die Liste der geschützten Objekte (Base Palissy) in Frankreich aufgenommen.
Das 92 cm hohe Taufbecken aus Kalkstein steht auf einem ovalen Sockel mit profiliertem Rand. Das runde Becken besitzt lediglich vier vertikale Bänder als Dekor.